# Jaap Nanninga
Jakob (Jaap) Nanninga (Winschoten, 19 november 1904 – Den Haag, 6 januari 1962) was een van de naoorlogse abstracte Nederlandse kunstenaars uit Den Haag, zoals ook zijn kunstenaarsvrienden Willem Hussem en Piet Ouborg. Zijn naam wordt ook geschreven als Jacob Nanninga.

## Jeugd en opleiding
Nanninga kwam ter wereld in Winschoten, als oudste in een gezin van tien kinderen; zijn vader was postbode, en werkte van 1936 tot 1947 als suppoost in het Rijksmuseum Amsterdam. Al vroeg tekende en musiceerde Jaap en voelde zich ook sterk aangetrokken tot schilderen en tekenen. In 1928 woonde hij een half jaar in Amsterdam en schilderde er als decorateur op een atelier van lampenkappen; daarna ging hij naar Groningen. Hij trouwde 16 maart 1929 met Afke Ferwerda en al snel werden drie dochters geboren. Om in het onderhoud van het gezin te voorzien had Nanninga diverse baantjes: hij was onder andere reclameschilder en tekenaar voor de etalages van sigarenwinkels van Theodorus Niemeijer, waarvoor hij ook uithangborden maakte. De net begonnen economische crisis had invloed op zijn loopbaan; hij werkte ook nog als reclameontwerper en sneltekenaar. Pas op latere leeftijd zou hij als kunstenaar starten.
Van 1930 tot 1933 volgde hij een studie aan de Vrije Academie te Groningen, waar hij schilderlessen kreeg van Werkman en Wiegers. Zijn huwelijk werd ontbonden en vanaf 1936 leefde hij met paard en woonwagen een zwervend bestaan. In 1938 maakte hij onder andere reizen door Duitsland en Polen met zijn woonwagen; in Polen leerde hij Maria Lange kennen. Later dat jaar vestigde hij zich definitief in Den Haag, eerst nog met woonwagen, later op wisselende adressen. Hij liet zich inschrijven bij de Haagse Academie van beeldende kunsten en volgde tot 1944 de dagcursus tekenen en schilderen; in 1940 ook de avondcursus modelklas. Volgens zijn medestudent Herman Berserik behoorde Nanninga echter niet tot de regelmatige en vaste leerlingen; in deze periode kreeg hij bovendien privélessen van Lydia Duif. Juni 1940 trouwde hij met Maria Lange; het huwelijk zou slechts een paar jaar duren. In de winter van 1943 op 1944 verliet hij al hun woning en vestigde zich in het schildershuis - de voormalige kantine van de Haagse Academie, waar ook andere schilders woonden en werkten, onder wie Paul Citroen, Willem en Theo Bouthoorn, Gerard Lutz, Hans Kroesen, Johfra en Lou Pennock.

## Leven en werk
Nanninga was met zijn bijna veertig jaar de oudste bewoner van het schildershuis en bleef er wonen op een zolderruimte, ook na het Bombardement op het Bezuidenhout in 1945; de kunstenaars daar wisselden veel uit over de moderne Franse schilderkunst, zoals het kubisme en fauvisme. Hij vluchtte tijdelijk naar Bodegraven en later naar Woerden. Vaak was hij op pad, overal schilderend, en kon niet goed kiezen tussen de stad en het land; regelmatig maakte hij een 'lekker schilderijtje' van een vaas met tulpen wat hij gemakkelijk kon verkopen. Zijn eerste solo-tentoonstelling had hij kort na de oorlog in 1946, in 'Kunstzaal Les Beaux Arts' in Den Haag. Door vriendschap met S. baron van Wijngaarden, burgemeester van Wassenaar, kon hij een tijd wonen in diens buitenhuis bij Cagnes-sur-Mer. Daar bleef hij slechts kort en betrok al spoedig een eigen studio aan de Rivièra, waar hij in contact zou komen met het werk van Marc Chagall, Georges Braque, Georges Rouault, Vincent van Gogh en anderen. Eind 1946 en gedurende 1947 verbleef hij enkele keren in Parijs waar hij hospiteerde aan de Académie Libre, ook wel de Académie de la Grande Chaumière genoemd; tegelijkertijd werd hij er door Geer van Velde begeleid (circa 1946-48). Van Velde gaf hem handreikingen tot abstract schilderen. Onder invloed van kubisme en de Franse abstracte kunststromingen zou Nanninga circa 1949 echt in een abstracte stijl gaan werken.
Later in het jaar 1948 vestigde hij zich definitief in Den Haag en kreeg al gauw een 'schuur' ter beschikking als atelier, door hem zelf als zijn 'hok' aangeduid; het lag midden tussen de bomen op het landgoed Clingendael in Wassenaar. Met wat oude stoelen en kasten had Nanninga het bewoonbaar gemaakt en er zijn eigen sfeer in aangebracht. Verwarming en sanitair waren gebrekkig en op een lage, schuine zolder stond zijn bed geplaatst. In de winter, wanneer het weer te bar werd, nam hij zijn intrek op een of ander particulier adres of in de Pauwhof.

### Wel kleur, maar geen Cobra
Kleur hield Nanninga veel bezig, zowel in zijn uitspraken als op papier. Altijd was het de kleur die hem zo enorm boeide, volgens zijn vriend Goos Verweij - die vaak bij hem op zijn atelier op bezoek kwam, of ze bezochten samen exposities. Toen ze een keer een tentoonstelling van Karel Appel bezochten was Nanninga erg enthousiast over de wijze waarop Appel zijn kleuren gebruikte, maar.. 'als ik zelf zo rood op een doek zet, dan schrik ik er van..'  - zo merkte hij op tijdens het bekijken van een schilderij van Appel. Volgens Verweij werkte Nanninga altijd met een matte verf die hij zelf samenstelde. Zijn doeken prepareerde hij eerst met een grondlaag waarin krijt was verwerkt [wat zuigt]. Hij bewonderde het werk van de Amsterdamse 'Experimentelen' (later Cobra) wel en bleef dat ook later volgen. Zijn belangstelling voor de experimenten van eigentijdse jonge kunstenaars bleek ook duidelijk, doordat na zijn dood in 1962 een aantal werken van hen werd aangetroffen in zijn nalatenschap. Anton Rooskens en Appel (van de experimentele Groep, later overgaand in de Cobra-groep) hadden niet toevallig juist Nanninga en Piet Ouborg vanuit Amsterdam bezocht, om te kijken of zij zich aan konden / wilden sluiten bij hun nieuwe groep. Daar is verder niets uit voortgekomen dan een wederzijdse belangstelling, omdat de Amsterdammers, aldus Anton Rooskens: ...vonden dat hij [Nanninga] op dat moment nogal ver van ons af stond. Van Appel zou hij het gebruik van fel rood overnemen, wat hij vervolgens echter weer dempte door er een zacht groen of blauw tegen aan te zetten, waardoor ook de expressieve kracht ervan verminderde.
Nanninga was een colorist die zocht naar een heel individualistische en poëtische beeldtaal. Oosterse mystiek en 'primitieve culturen' gaven hem inspiratie; veel van zijn schilderijen droegen dan ook titels die naar deze culturen verwezen. Andere werken noemde hij Composities; die verwezen naar de elementen kleur, lijn en vorm. Zijn abstracte werk bezit een stevige vormtaal met een wonderlijk subtiele en zachte uitstraling. In een gesprek c. 1961 verwoordde hij zelf de betekenis van kleur in zijn leven en werk:
 'In het voorjaar grijp ik soms naar geel en groen, zo'n zat geel als van rijp koren. Die kleuren zijn voor mij een veld, wit[?] om te oogsten...Ik zoek geen kleur; ik vind kleur...De kleur is heel belangrijk voor me. Als ik in mijn okers kruip en in mijn grijzen voel ik mij gelukkig' 

### Abstracte kunst
In de oorlogsjaren was Nanninga nog niet toe aan abstractie, zoals overigens de meeste Haagse kunstenaars om hem heen; hij vond abstracte kunst toen volgens zijn lerares Lydia Duif 'geen eerlijke kunst'. Circa 1948-49 kreeg Nanninga contact met Willem Hussem en raakte via hem geïnteresseerd in de primitieve kunst (vaak Afrikaans), waardoor zijn neiging tot abstractie wel werd versterkt. Hussem moedigde de twijfelende Nanninga regelmatig aan in de richting van abstractie; de twee ontmoetten elkaar onder anderen vaak in café De Posthoorn, waar Nanninga later herhaaldelijk zou exposeren. Ook de nieuwe Franse abstracte kunst die langzamerhand in het Haagse artistieke milieu bekend raakte was van groot belang voor zijn ontwikkeling; hij raakte bevriend met Geer van Velde (de broer van Bram van Velde) en zou deze herhaaldelijk in Parijs komen opzoeken, maar altijd weer teruggaan naar Den Haag.
Wanneer Nanninga iets wilde verduidelijken over zijn eigen schilderen, dan deed hij dat vaak in relatie tot wat hij zag en liefhad in de natuur. Zoals hij over een appel kon zeggen dat deze geen appel was, maar een geheim. Hij bekritiseerde vaak dat het geven van een naam aan iets vaak een blokkade opwierp om nog het verwonderlijke van een appel of een roos te kunnen zie en ervaren; dat laatste was pas het werkelijke zien, voor hem. Met zijn kunst wilde hij het geheim dat achter de uiterlijke verschijnselen in de natuur lag verbeelden. Vaak haalde Nanninga in gesprekken of brieven een klein werkje over Goethes gedachtegoed aan en gaf dit ook cadeau aan kunstvrienden om hem heen. De kern hiervan was dat de kunst niet gebonden was aan de reële vormen van de natuur; het kunstwerk is een ervaring van emoties die intuïtief wordt uitgedrukt. De grote schilders van wie hij veel hield waren Rembrandt, Cezanne, Van Gogh, Monet, en vooral Bonnard. Van de jongeren bewonderde hij Appel, Corneille en Poliakoff van de Parijse 'Ecole de Paris'. Hij verwoordde zijn bewondering zelf:
 'Zeker het is waar dat de groten [grote meesters] er prachtige dingen van hebben gemaakt, maar voor hen was het ding middel, maar nooit doel. Een schilder schildert zijn eigen werkelijkheid.
In 1955 werd de figuratie in zijn werk nog verder teruggedrongen waardoor binnen het schilderij alleen de contouren nog over bleven - weliswaar met dezelfde ingetogenheid van kleur als daarvoor, maar nu in veel vrijere structuren. Kort daarop zag Nanninga enkele abstracte doeken van de Franse schilder Bissière tentoongesteld in Den Haag, die zijn kleurvlakken vaak opdeelde in kleine segmenten - als in een lappendeken. Dat inspireerde Nanninga in een aantal van zijn eigen doeken. In 1957/58 ontstond er een serie dromerige abstracte 'nacht-landschappen' in verstild blauw-grijs, en kort daarop een groep meer expressieve en kleurige doeken, met een samenspel tussen vlak en lijn, en met doorlatende kleuren. Hij merkte daarover op dat hij uitging van het vormloze, hij wilde volgens eigen zeggen:  '...de verrassing beleven, de verwondering. Daarom laat ik de vorm ontstaan in plaats van hem na te bootsen.' .
In de zomer van 1959 verbleef Nanninga enkele weken in Murs, in Zuid-Frankrijk, waar hij wegens de warmte overigens niet veel werkte, maar hij nam wel fellere kleuren mee naar huis; er kwamen opnieuw sterke rode kleuren in zijn werk terug, die hij plaatste tegen groen of blauw. Ook figuratie kwam kort terug, zoals herkenbare zigeuners of een woonwagen. Er volgden toen ontwerpen voor vijf wandkleden die op zijn aanwijzing werden geappliceerd uit kleurige lappen; hij ontwierp zelfs een paar rokjes voor zijn eigen dochter en voor zijn vrouw. Ook kwamen er twee glasramen tot stand, in opdracht van het Rode Kruis Ziekenhuis in Den Haag; ze werden uitgevoerd door glasbedrijf Tetterode uit Amsterdam in warme kleuren: groen, geel en rood. Vergelijkbare applicatie gebruikte hij nu zelf in een aantal grote schilderijen die hij Jungle flowers noemde, met forse kleurvlekken in een abstracte compositie.
In 1961 werd het palet van Nanninga donker; hij wist toen nog weinig olieverfschilderijen tot een eind te brengen, maar er ontstonden wel veel gouaches op papier, in een laag en breed formaat. De abstractie werd hierin compleet en ook titels ontbraken; de invloed van Poliakoff is hier erg herkenbaar. Nanninga werd depressief en uitte dit in volledig abstracte composities van donkere kleuren in rechthoekige vormen en een onregelmatige structuur; met name door het contrast met de zwarte en doorwerkte partijen bezitten deze laatste werken een sterke suggestieve kracht.

### Posthoorngroep
Op initiatief van Nanninga werd er vanaf 1949 door een aantal experimenteel-ingestelde Haagse schilders in café 'De Posthoorn' geëxposeerd. Dit had zo'n succes dat de eigenaar van het café, de heer Knijnenburg in 1950 het naburige pand huurde en de kunstenaars mochten daar gratis exposeren. Vanaf 1956 werd deze locatie ingericht als kunstzaal, en vervolgens als galerie door de kunstverzamelaar Frits Becht; wie de tentoonstelling wilde zien kon aan het buffet van het café de sleutel ophalen. Kunstenaars als Jan Roëde, Jaap Nanninga, Willem Hussem, Hans van der Lek, Gerard Verdijk, Dirk Bus, Nol Kroes, George Lampe, Jan Cremer, Lotti van der Gaag, Theo Bitter, Karel Bleijenberg, Kees van Bohemen, Jos van den Berg en Aat Verhoog, mochten er gratis exposeren. Er werden bijna maandelijks tentoonstellingen georganiseerd, waar zowel de werken van Nederlandse als buitenlandse kunstenaars werden getoond. Zo exposeerde ook de Italiaanse kunstenaar Piero Manzoni er in 1959. De jaren 1956-1959 waren de meest succesvolle, daarna nam de belangstelling snel af; in 1962 sloot de galerie haar deuren. De Posthoorngroep wordt beschouwd als een van de pijlers van de Nieuwe Haagse School.

### Eigentijdse commentaren
Op de eerste groepstentoonstelling in de galerie De Posthoorn in juli 1956 werd het werk van Nanninga door kunstcriticus Berenson in Het Vaderland van 1956 als het belangrijkst gezien. Zij bleef ook bij volgende Posthoorn-tentoonstellingen enthousiast en gaf een lyrische beschrijving: 'Bij een dergelijk serieus en bezield geheel kan men zich de ogen gaan openen voor de non-figuratieve kunst. Deze kunst roept het beeld op van toestanden of processen, die niet in het zintuiglijke liggen, maar behoren in die wereld, waar de mens thuis is, zodra hij zich van zijn indrukken terugtrekt tot zijn innerlijk wezen.'  Nanninga kwam als een evenwichtige, zeer verfijnde schilder in de kritieken naar voren, zoals bij Penning in De Haagsche Courant, 26/7/1956: 'Maar ook Nanninga is altijd subtiel en dromerig, dichterlijk in zijn composities van grijze blauwe en okerige tinten.' 

### Laatste jaren
In de zomer van 1957 werd hij opgenomen in ziekenhuis Westeinde voor een maagkwaal; de eerste weken na de operatie waren kritiek. Juist in die tijd zag de toenmalige directeur van het Stedelijk Museum Amsterdam, Willem Sandberg, met zijn vrouw een reeks werken van Nanninga, die de schilder Goos Verweij voor zijn zieke vriend aan hen  beiden toonde. Sandberg werd heel enthousiast en besloot direct tot het maken van een tentoonstelling van Nanninga's werk in het Stedelijk, en deelde dit de doodzieke kunstenaar zelf mee in het ziekenhuis. Hij kreeg van Nanninga de sleutel mee van zijn atelier om de nodige werken hiervoor te selecteren. De tentoonstelling werd al op 8 november 1957 geopend door kunstcriticus Hans Redeker en duurde tot 10 december; daarna gingen de schilderijen over naar het Gemeentemuseum Den Haag, tot en met maart 1958. De belangstelling voor beide exposities was groot en gaf de naam Nanninga meer bekendheid in Nederland. Ook internationaal begon hij toen door te breken; in 1958 deed hij samen met Gerrit Benner en andere Nederlandse kunstenaars mee aan de Biënnale van Venetië met 19 van zijn schilderijen en bezocht ook zelf de expositie. Het jaar erna nam hij samen met Appel en Corneille deel aan de Biënnale van São Paulo, maar vond het toen niet nodig om die zelf te bezoeken:
 'Ik heb om te kunnen werken verre of vreemde streken niet nodig, en wel, omdat alles vreemd is. Zeker, de vormen verschillen, het mysterie blijft echter hetzelfde, hier en overal en vooral dat, wat wij ons 'eigen ik' noemen. Natuurlijk heb ik hier en daar wat rondgezworven, om toch tot de conclusie te komen, dat ik, tegen wil en dank altijd op reis ben en wel op een planeet in het heelal' 
Ondanks zijn aanvankelijk nog wankele gezondheid, maar ook aangemoedigd door de groeiende waardering voor zijn werk brak er een productieve periode aan tot 1962; hij werkte verbeten en hard, maar ondervond ook hevige inzinkingen waarin hij sterk aan zijn eigen vermogen tot schilderen twijfelde. Aan het einde van 1961 was hij op een punt gekomen dat hij het niet meer wist; enkele dagen voor het dodelijke ongeluk met zijn auto zei hij tegen een vriend: 'Ik ben kapot, ik kan niets meer en ik begin er niet meer aan'. Begin januari 1962 reed Nanninga aangeschoten in zijn auto na een bezoek aan zijn 'Posthoorn' in Den Haag, botste met grote snelheid tegen een tram op het Scheldeplein en overleed.
 Een tentoonstelling van zijn werk vond al snel na zijn dood plaats in Museum Boijmans Van Beuningen te Rotterdam van 14 december 1962 tot 27 januari 1963, en vervolgens in het Gemeentemuseum Den Haag van 12 februari tot 24 maart 1963; zijn schilderkunst wordt gerekend tot de stroming de Nieuwe Haagse School.

### Citaat van een vriend
Nanninga overleed begin 1962 na een verkeersongeval, op 57-jarige leeftijd. Hij werd begraven op de Algemene Begraafplaats Kerkhoflaan. Citaat van zijn vriend en collega George Lampe na zijn sterven; in Vrij Nederland:  'Nanninga stelde zich niet tevreden met dingen die van een ander konden zijn. Hij werkte, verbeterde, haalde weg en liet staan tot er een afspiegeling ontstond van zijn gecompliceerde en zeker niet blijmoedige natuur, die bleef doorklinken als een grondtoon van droefenis, al was hij een meester in het bewerkstelligen van harmonie, al hield hij van het spelen met kleurklanken: het spel werd altijd weer bittere ernst. Zelfs als hij kleuren gebruikte die men gemeenlijk als blijmoedig ervaart, was er die grondtoon die schrijnde.' 

## Lidmaatschappen
- vanaf 1955 lid van de Liga Nieuw Beelden
- vanaf 1956 deelname aan De Posthoorngroep (Den Haag)
- vanaf 1960 lid van Fugare
- circa 1960 lid van Pulchri Studio (Den Haag)[9]

## Erkenning
De Jacob Marisprijs (een materiaalprijs) ontving Nanninga in 1951 en 1953; van de Jacob Hartogprijs ontving hij de tweede prijs in 1956 en 1959. Samen met Gerrit Benner werd hij geselecteerd voor de Nederlandse vertegenwoordiging op de Biënnale van Venetië (1958) en, samen met Karel Appel en Corneille voor de Biënnale van São Paulo (1959). In 1964 stelde kunstcriticus Lampe een bloemlezing over Nanninga samen.